# 背痛
背痛包括有肌肉、神经、骨骼、关节或与脊柱相关的其它方面的疼痛。背痛可以分为颈部疼痛、腰部疼痛和尾椎疼痛，又可分为急性或慢性、持续或间歇性、同一部位或多个部位的疼痛。麻木、刺痛或者是灼烧感都是常见的症状。背痛也可能会扩散到手臂、双手、肩部、或者腰部，甚至是下肢或者脚部。背痛是患者问诊最常见的原因之一。在美国，急性腰痛是第五大问诊的疾病，平均每10个成年人中有9人一生都至少会有一次背痛的经历，而每10个工人中有一半每年都会患有背痛。脊柱是人体中结构复杂的中轴骨，连接丰富的神经、关节、肌肉、筋腱和韧带，而这些组织都会引起或触发疼痛。脊柱内的中枢神经连通到手臂和腿部，因此疼痛会转移到四肢。

## 分类
背痛可以分为颈痛、肩痛和腰痛或尾椎疼痛。疼痛按时间长短可分为：急性（小于4个星期），亚急性（4到12个星期）， 慢性（大于12个星期）。
引起疼痛的原因有：肌肉骨骼系统障碍（如长时间不良的坐姿习惯），感染，癌症等。
大约98%的背痛都属于急性背痛而一般没有严重的潜在的病因，但是剩下的2%一般都是严重的疾病，比如说癌细胞转移脊髓炎或脊椎硬膜外脓疡，一般比例为1%。另外椎间盘突出症是最常见与背痛相关的神经功能缺损症，95%的椎间盘突出症发生在倒数两节腰椎上。

## 相关炎症
背痛可能是一系列重大疾病的前兆，但并非以下常见问题的所有表现：背痛是肠胃、膀胱失禁或是下肢活动能力退化的典型征兆。严重的背痛（影响睡眠品质）是严重疾病（发烧、不明原因的体重骤降）的前兆，或是其他隐性重大疾病的前兆。因车祸或跌倒等创伤引起的背痛可能是骨折或其他身体损伤的前兆。背痛并发症会提高脊柱骨折的风险，如骨质疏松或多发性骨髓瘤等，所以应该提高医疗防范。有癌症治疗史（特别是容易转移到脊柱的乳腺癌、肺癌和前列腺癌）要注意排除癌细胞的转移的可能。背痛通常并不需要治疗，绝大多数能自愈而且不会恶化，一般背痛的症状是红肿，特别是急性的背痛，通常会持续两周，最长不过3个月。一些研究和观察发现普通人群中背痛通常和椎间盘突出和椎间盘退化有密切的联系，引发疼痛的机制目前尚不清楚。另外一些研究认为85%的背痛病例的生理病因无法预测。
一些研究在X光或其他扫描成像后认为，工作压力或者家庭因素比引起背痛的结构性异常有更大的关联。